# Auto ruta
Auto Ruta (Feel the Skin) es una canción de la banda chilena La Ley. Fue lanzada en el segundo sencillo del disco homónimo de 1993.

## Vídeo musical
El vídeo musical fue filmado en Miami, EUA , estrenado en 1993 y fue subido al canal WarnerMusicMexico en YouTube en junio de 2009.
Actualmente es utilizada en un comercial del Banco BCI donde se hace referencia al deporte chileno.

## Créditos y personal
- Beto Cuevas - Voz
- Andrés Bobe - Guitarras
- Luciano Rojas - Bajo
- Mauricio Clavería - Batería